# Ranelicsäure
Ranelicsäure ist der Freiname für die organische chemische Verbindung 5-[Bis(carboxymethyl)amino]-2-carboxy-4-cyano-3-thiophen-essigsäure. Diese zählt zu den Thiophenderivaten, den Carbonsäuren und Nitrilen. Die Salze der Ranelicsäure heißen Ranelate.
Das Strontiumsalz Strontiumranelat C12H6N2O8SSr2 wird als Arzneistoff zur Behandlung der Osteoporose eingesetzt. Das Ranelicsäureanion (Ranelat) dient als Gegenion für zwei Strontiumkationen und bewirkt eine günstige Bioverfügbarkeit und Verträglichkeit des pharmakologisch wirksamen Strontiums. Ranelicsäure selbst hat keinen Einfluss auf den Knochenmetabolismus. Ranelicsäure ist sehr polar und wird kaum resorbiert, eine Anreicherung wurde weder bei Tieren noch beim Menschen beobachtet.